# كاروغا (نيويورك)
كارغو (بالإنجليزية: Caroga, New York)‏ هي بلدة أمريكية تقع في الولايات المتحدة في مقاطعة فولتون، نيويورك. يقدر عدد سكانها بـ 1,205 نسمة ومساحتها 140.5 كم2 وترتفع عن سطح البحر 499 متر.